# Role mag'
Ne pas confondre avec JdR mag', le surnom du magazine Jeu de rôle Magazine.
Role mag', magazine de jeux de rôle et de simulation est un magazine de jeux de rôle sur table qui paraissait en France dans les années 1990. Il comportait également une rubrique sur les « jeux micro » (jeux vidéo sur micro-ordinateur).
Ce magazine se spécialise peu ou prou dans les jeux de rôle francophones et s'attache la collaboration de Jean-Luc Bizien (auteur de Hurlements), Denis Gerfaud (Rêve de Dragon) ainsi que celle de Michel et Pascal Gaudo (Maléfices).
Selon un de ses créateurs, le titre aurait arrêté au  bout de deux ans car « les distributeurs comme les NMPP ne permettaient pas aux petits éditeurs de pouvoir se développer sans passer par les grands groupes de presse et leurs soutiens publicitaires ».
Role mag' était également le nom de l'éditeur du magazine, basé à Nice. Cet éditeur a également publié un jeu de rôle de science-fiction, Le Messager (de Christophe Guillermet, 1991).